# Peter Fässler-Weibel
Peter Fässler-Weibel (* 31. Januar 1948 in Winterthur; † 19. August 2011 ebenda) war ein Schweizer Paar- und Familientherapeut.

## Leben und Wirken
Peter Fässler-Weibel wuchs in Winterthur auf und bildete sich nach einem Abschluss zum Diplomkaufmann an der Fachhochschule für Soziale Arbeit in Zürich zum Sozialarbeiter weiter. Ab 1981 verlagerte sich sein Schwerpunkt auf Themen wie Krisenbewältigung, Krisenintervention, Verhaltens- und Traumatherapie. 
1989 war er Initiant und Gründungsmitglied der «Stiftung Begleitung Leid und Trauer» in Winterthur, welche fortan als Beratungsstelle für psychosoziale Krisenintervention tätig war. Per 1. Januar 2011 gingen die Geschäftstätigkeiten in die Stiftung Krisenintervention Schweiz mit Sitz ebenfalls in Winterthur über.
Beim Anschlag von Luxor 1997, bei dem 36 Schweizer Touristen ums Leben kamen, leiteten Peter Fässler-Weibel und sein Team die Repatriierung und die Nachbetreuung der Überlebenden und Angehörigen der Anschlagsopfer. Beim Absturz von Swissair-Flug 111 war er mit Betreuung der Angehörigen betraut, ebenso bei der Brandkatastrophe in Kaprun.

## Publikationen (Auswahl)
- Mut zum Ehealltag. Benziger, Zürich 1991, ISBN 3-545-26170-0.
- Hilfen für ein Leben zu zweit. Benziger, Zürich 1988, ISBN 3-545-26203-0.
- Nahe sein in schwerer Zeit. Topos, Freiburg 2009, ISBN 978-3-8367-0412-0.
- Kein Schatten ohne Licht. (Blog, herausgegeben von Maria Fässler-Weibel). Paulusverlag, Freiburg 2012, ISBN 978-3-7228-0821-5.
- als Hrsg.: Trauma und Tod am Arbeitsplatz. Paulusverlag, Freiburg 2005, ISBN 3-7228-0667-4.
- als Hrsg.: Wenn Kinder sterben. Topos, Freiburg 2008, ISBN 978-3-8367-0660-5.
- als Hrsg.: Wenn Eltern sterben. Topos, Freiburg 2010, ISBN 978-3-8367-0522-6.